# 2022年日向灘地震
2022年日向灘地震是指2022年1月22日1點8分发生于日本日向灘的一场地震。该次地震震中位于32°42.9′N 132°04.3′E / 32.7150°N 132.0717°E，震级为Mj 6.6级（MW 6.3级），震源深度约45千米，最大震度5强。该次地震是日本气象厅所发布的日本附近地区主要被害地震列表中的一次地震。该次地震属于張力轴为西北西－东南东方向的正断层型地震。

## 构造背景
日本列岛地处欧亚大陆板块、北美洲板块、太平洋板块和菲律宾板块四个板块的交界处，是组成环太平洋火山地震带的一部分。太平洋板块、北美洲板块和欧亚大陆板块、菲律宾板块互相碰撞，使得日本列岛逐渐从海底突起，这使得日本附近地区火山、地震等自然灾害频发。而日向灘位于歐亞大陸板塊和菲律宾海板块的接壤处，是日本地震频繁的地区之一。

## 各地震度
下表列出了日本氣象廳震度等級達到5弱或以上的地區。
| 震度 | 都道府縣 | 市區町村             |
| ---- | -------- | -------------------- |
| 5強  | 大分縣   | 大分市 佐伯市 竹田市 |
| 5強  | 宮崎縣   | 延岡市 高千穗町      |
| 5弱  | 高知縣   | 宿毛市               |
| 5弱  | 熊本縣   | 阿蘇市 產山村 高森町 |
| 5弱  | 大分縣   | 臼杵市 由布市        |
| 5弱  | 宮崎縣   | 都農町 椎葉村 美鄉町 |

除此之外，根据日本气象厅制作的推测烈度分布图，九州的部分地区被认为感受到了相当于震度6弱的强烈摇晃。

## 长周期地震动
熊本縣、大分縣、宮崎縣观测到了等级为2级的长周期地震动，即相当于室内发生了较大的摇晃，人在没有物体支撑的情况下很难走动的程度。此外，大阪府、鳥取縣、德島縣、愛媛縣、高知縣、福岡縣、佐賀縣、長崎縣、鹿兒島縣观测到了等级为1级的长周期地震动，即相当于室内绝大多数人都感受到了震感的程度。

## 震害情况
| 都道府縣 | 傷亡人數 | 傷亡人數 | 傷亡人數 | 房屋受損 | 房屋受損 |
| 都道府縣 | 重傷     | 輕傷     | 合計     | 部分損壞 | 合計     |
| -------- | -------- | -------- | -------- | -------- | -------- |
| 山口縣   |          | 1        | 1        |          |          |
| 高知縣   |          |          |          | 1        | 1        |
| 佐賀縣   |          | 1        | 1        |          |          |
| 熊本縣   |          | 1        | 1        |          |          |
| 大分縣   | 3        | 3        | 6        |          |          |
| 宮崎縣   |          | 4        | 4        |          |          |
| 合計     | 3        | 10       | 13       | 1        | 1        |

## 外部連結
- 令和4年1月22日01時08分頃の日向灘の地震について （页面存档备份，存于） - 日本氣象廳
- 日向灘を震源とする地震による被害及び消防機関等の対応状況 (第7報) （页面存档备份，存于） - 日本消防廳